# Spielbudenplatz

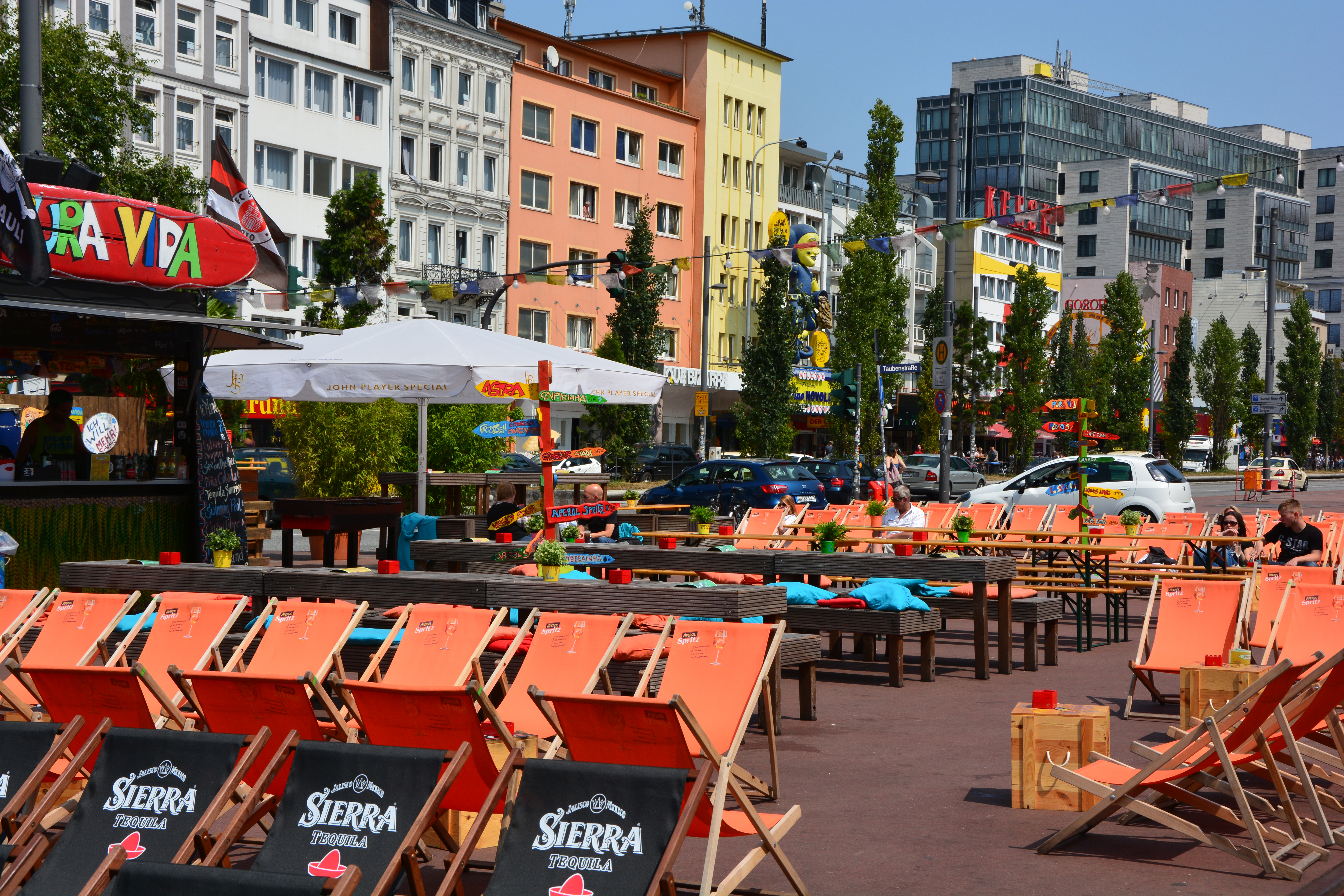
Un chiosco nella Spielbudenplatz

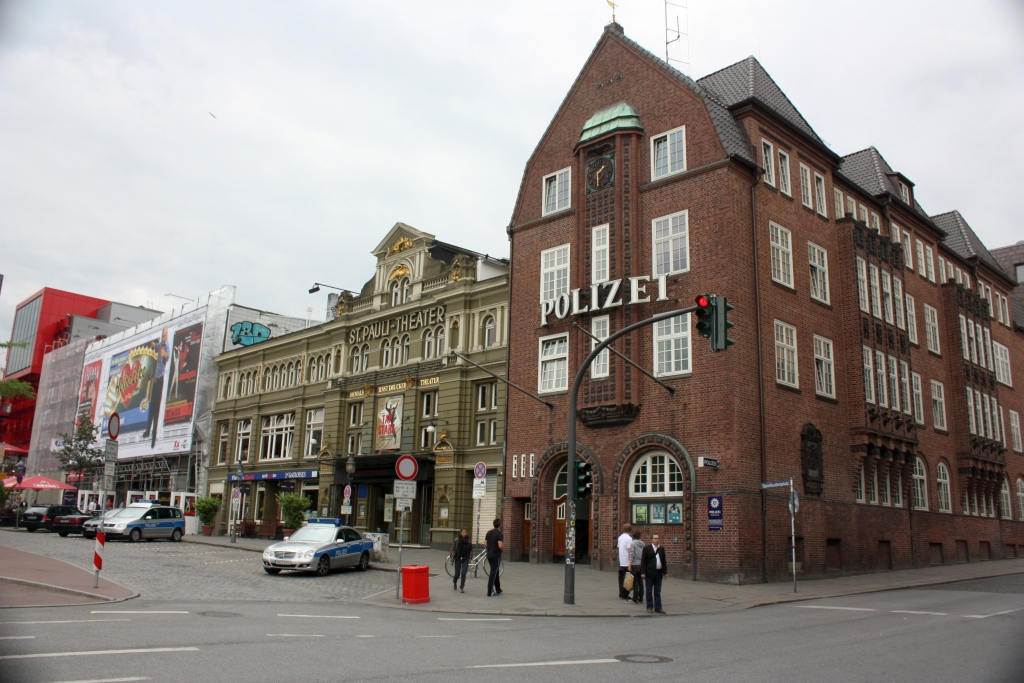
La Spielbudenplatz con il St. Pauli-Theater e la Davidwache

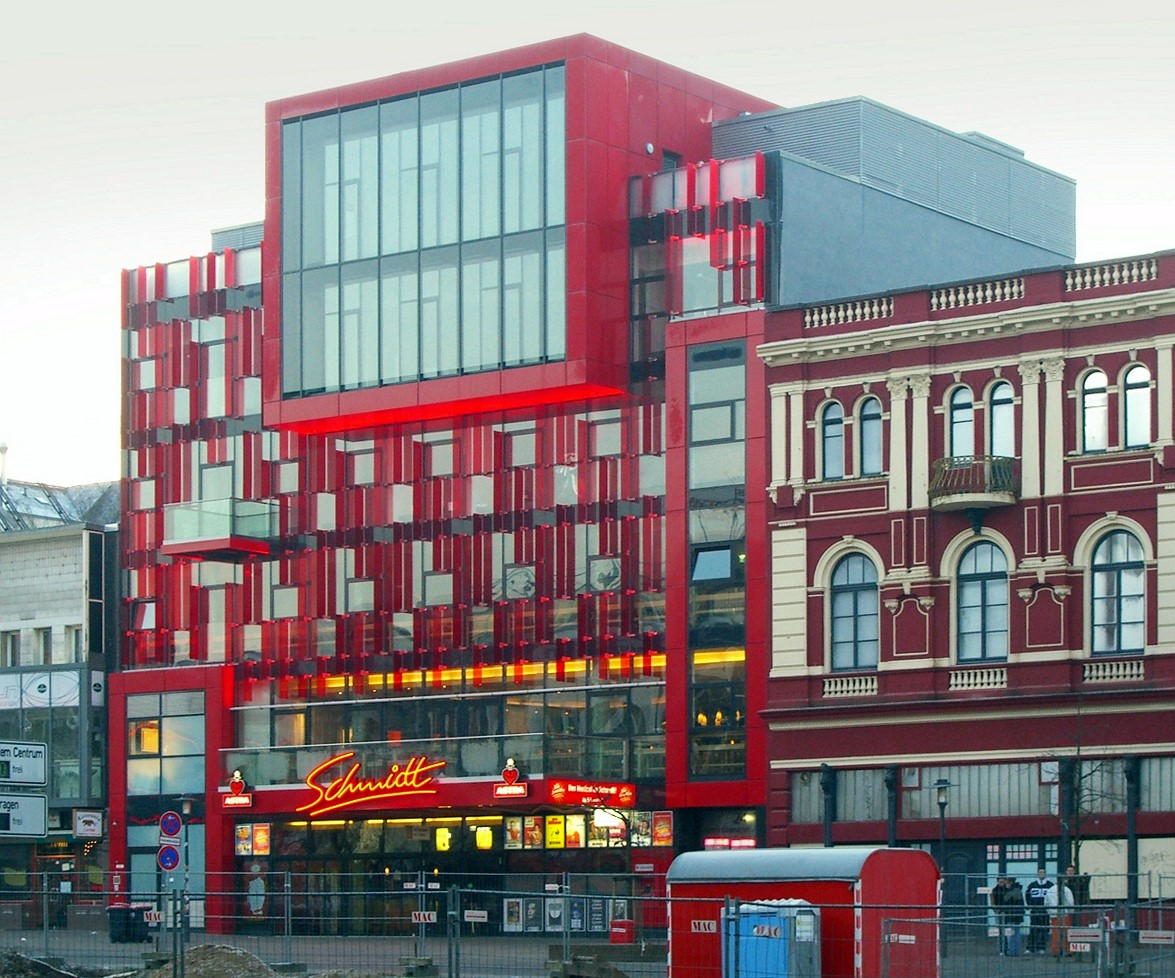
Lo Schmidt Theater

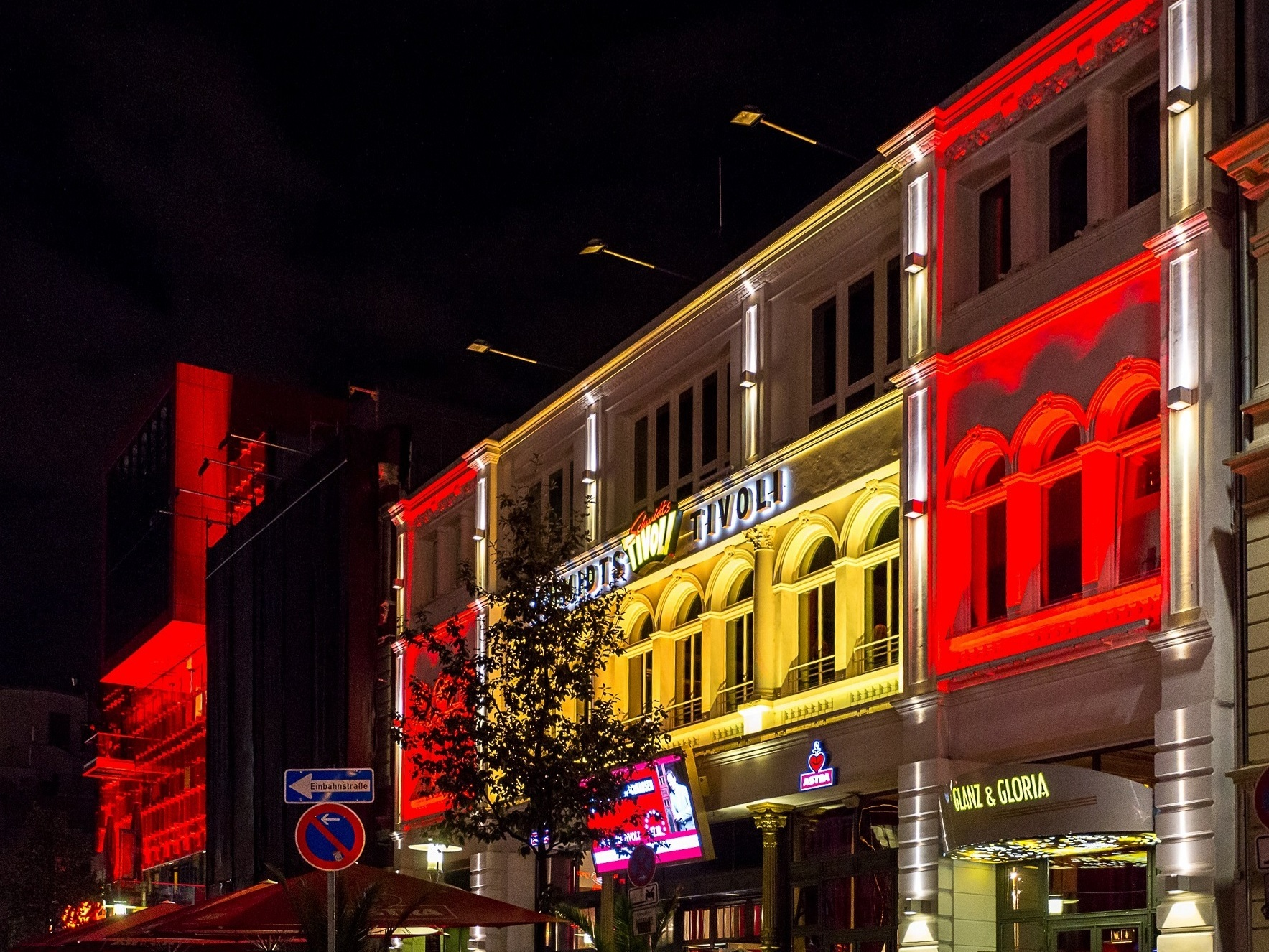
Lo Schmidts-Tivoli

La Spielbudenplatz è una piazza di Amburgo, in Germania, situata nel quartiere di St. Pauli, di fronte alla via a luci rosse Reeperbahn. Ospita teatri e night-club.

## Origini del nome
Spielbudenplatz significa letteralmente "piazza (Platz) dei baracconi da fiera (Spielbuden, sing: Spielbude). Il nome fa riferimento alle baracche che popolavano la zona agli inizi del XIX secolo.
|  |

## Descrizione
La Spielbudenplatz si trova sud del lato orientale della Reeperbahn, all'incrocio tra la stessa Reeperbahn e la Taupenstraße.
Si affacciano sulla Spielbudenplatz l'Operettenhaus, il St. Pauli-Theater, il Panoptikum, la Davidwache, lo Schmidt-Theater, ecc.

## Storia
La storia della piazza ebbe inizio nel 1795, quando artisti, giocolieri, maghi, ecc. vi si stabilirono con i loro baracconi in legno
Nel 1805 fu costruito nella parte orientale della piazza, nelle vicinanze della Millerntor,  il Trichter, un padiglione in legno che garantiva ristoro ai cittadini di Amburgo.
|  |

La piazza era popolata negli anni quaranta del XIX secolo da bancarelle in legno.
Nel 1841 fu aperto nella Spielbudenplatz l'Urania-Theater, ora noto come St. Pauli-Theater.

## Edifici principali

### Operettenhaus
Al nr. 1 di Spielbudenplatz si trova l'Operettenhaus, un teatro dedicato ai musical.

### St. Pauli-Theater
Al nr. 29 di Spielbudenplatz si trova il St. Pauli-Theater. Realizzato nel 1840-1841, è il più antico teatro di Amburgo tuttora esistente.

### Schmidt Theater
Al nr. 24 di Spielbudenplatz, si trova un altro teatro, lo Schmidt Theater. Fa parte del teatro anche lo -Tivoli (al nr. 27).

### Panoptikum
Al nr. 3 di Spielbudenplatz si trova il Panoptikum, un museo delle cere dove sono raffigurati un centinaio di personaggi famosi. Fu inaugurato nel 1879.

### Davidwache
All'angolo tra la Spielbudenplatz e la Davidstraße, si trova la Davidwache, il famoso distretto di polizia, reso celebre dai film di Jürgen Roland.

### Night-club
- Angies Nightclub[6]
- Docks (al nr. 29)[5]